# 300-я штурмовая авиационная дивизия
300-я штурмовая авиационная Томашувская ордена Суворова дивизия (300-я шад) — соединение Военно-Воздушных сил (ВВС) Вооружённых Сил РККА штурмовой авиации, принимавшее участие в боевых действиях Великой Отечественной войны.

## Наименования дивизии

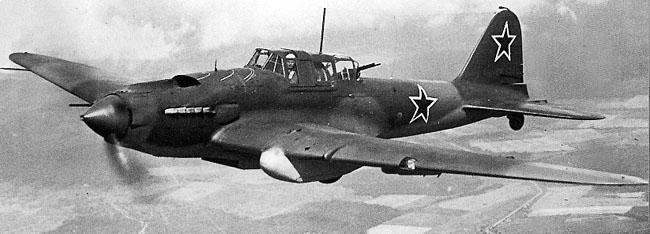
Ил-2

- 300-я штурмовая авиационная дивизия;
- 300-я штурмовая авиационная Томашувская дивизия;
- 300-я штурмовая авиационная Томашувская ордена Суворова дивизия[1];
- Полевая почта 53990.

## Создание дивизии
300-я штурмовая авиационная дивизия сформирована 2 декабря 1942 года Приказом НКО СССР в составе ВВС Среднеазиатского военного округа.

## Расформирование дивизии
300-я Томашувская Краснознамённая ордена Суворова штурмовая авиационная дивизия в апреле 1948 года была расформирована в составе 11-й воздушной армии.

## В действующей армии
В составе действующей армии:
- со 2 июня 1944 года по 7 сентября 1944 года,
- с 21 ноября 1944 года по 9 мая 1945 года.

## Командир дивизии
- Полковник Ковалёв Тарас Евдокимович[3], период нахождения в должности: с 2 декабря 1942 года по 22 февраля 1945 года.
- Подполковник Тимофеев Вячеслав Арсеньевич[3], период нахождения в должности: с 23 февраля 1945 года до 1 апреля 1946 года.

## В составе объединений
| Дата          | Фронт (округ)                                   | Армия                | Корпус                           | Примечания |
| ------------- | ----------------------------------------------- | -------------------- | -------------------------------- | ---------- |
| 02.12.1942 г. | Среднеазиатский военный округ                   | ВВС округа           | -                                | Сталинабад |
| 01.12.1943 г. | Московский военный округ                        | ВВС округа           | -                                | Тула       |
| 01.05.1944 г. | Резерв ВГК                                      | 8-я воздушная армия  | -                                | -          |
| 02.06.1944 г. | 1-й Белорусский фронт                           | 16-я воздушная армия | -                                | -          |
| 15.06.1944 г. | 1-й Белорусский фронт                           | 6-я воздушная армия  | -                                | -          |
| 07.09.1944 г. | Резерв ВГК                                      | 6-я воздушная армия  | 1-й смешанный авиационный корпус | -          |
| 31.10.1944 г. | Резерв ВГК                                      | -                    | 1-й смешанный авиационный корпус | -          |
| 14.11.1944 г. | Резерв ВГК                                      | -                    | 9-й штурмовой авиационный корпус | -          |
| 21.11.1944 г. | 1-й Белорусский фронт                           | 16-я воздушная армия | 9-й штурмовой авиационный корпус | -          |
| 09.05.1945 г. | 1-й Белорусский фронт                           | 16-я воздушная армия | 9-й штурмовой авиационный корпус | -          |
| 10.06.1945 г. | Группа советских оккупационных войск в Германии | 16-я воздушная армия | 9-й штурмовой авиационный корпус | -          |
| 01.04.1946 г. | Тбилисский военный округ                        | 11-я воздушная армия | -                                | -          |
| 01.05.1946 г. | Закавказский военный округ                      | 11-я воздушная армия | -                                | -          |
| 01.04.1948 г. | Закавказский военный округ                      | 11-я воздушная армия | -                                | -          |

## Части и отдельные подразделения дивизии
За весь период своего существования боевой состав дивизии не претерпевал изменения:
| Период                  | Наименование                                | Вооружение                |
| ----------------------- | ------------------------------------------- | ------------------------- |
| 01.12.1942 — 01.12.1945 | 106-й штурмовой авиационный полк            | Ил-2, убыл в 11-ю гв. шад |
| 01.12.1942 — 01.10.1944 | 382-й штурмовой авиационный полк            | Ил-2, расформирован       |
| 01.12.1942 — 01.12.1945 | 904-й штурмовой авиационный полк            | Ил-2, расформирован       |
| 02.08.1944 — 01.12.1945 | 724-й штурмовой авиационный полк            | Ил-2, расформирован       |
| 01.12.1945 — 01.04.1948 | 70-й гвардейский штурмовой авиационный полк | Ил-2                      |
| 01.12.1945 — 01.04.1948 | 71-й гвардейский штурмовой авиационный полк | Ил-2                      |

### Боевой состав дивизии на 9 мая 1945 года
| Наименование                     | Вооружение, базирование |
| -------------------------------- | ----------------------- |
| 106-й штурмовой авиационный полк | Ил-2, Котбус (Германия) |
| 724-й штурмовой авиационный полк | Ил-2, Котбус (Германия) |
| 904-й штурмовой авиационный полк | Ил-2, Котбус (Германия) |

## Участие в операциях и битвах
- Белорусская операция «Багратион» — с 23 июня 1944 года по 29 августа 1944 года.
  - Бобруйская операция — с 24 июня 1944 года по 27 июня 1944 года.
- Висло-Одерская операция — с 12 января 1945 года — 3 февраля 1945 года
- Варшавско-Познанская наступательная операция — с 14 января 1945 года по 24 января 1945 года.
- Восточно-Померанская операция — с 10 февраля 1945 года по 4 апреля 1945 года
- Берлинская наступательная операция — с 16 апреля 1945 года по 8 мая 1945 года.

## Почётные наименования
- 300-й штурмовой авиационной дивизии за отличие в боях за овладение городом Томашув присвоено почётное наименование «Томашувская»[4].
- 106-му штурмовому авиационному полку присвоено почётное наименование «Померанский»[5].
- 724-му штурмовому авиационному Краснознамённому полку присвоено почётное наименование «Радомский»[6].
- 904-му штурмовому авиационному ордена Суворова III степени полку присвоено почётное наименование «Берлинский»[7]

## Награды
- 300-я штурмовая авиационная Томашувская дивизия Указом Президиума Верховного Совета СССР от 26 апреля 1945 года за образцовое выполнение заданий командования в боях с немецкими захватчиками при овладении городами Штаргард, Наугард, Польцин и проявленные при этом доблесть и мужество награждена орденом Суворова II степени.[8]
- 724-й штурмовой авиационный полк Указом Президиума Верховного Совета СССР  от 2 августа 1944 года за образцовое выполнение боевых заданий командования на фронте борьбы с немецкими захватчиками и проявленные при этом доблесть и мужество награждён орденом Красного Знамени[9][10].
- 904-й штурмовой авиационный полк Указом Президиума Верховного Совета СССР за образцовое выполнение заданий командования в боях с немецкими захватчиками, за овладение городом Радом и проявленные при этом доблесть и мужество награждён орденом Суворова III степени.[11]

## Благодарности Верховного Главнокомандующего

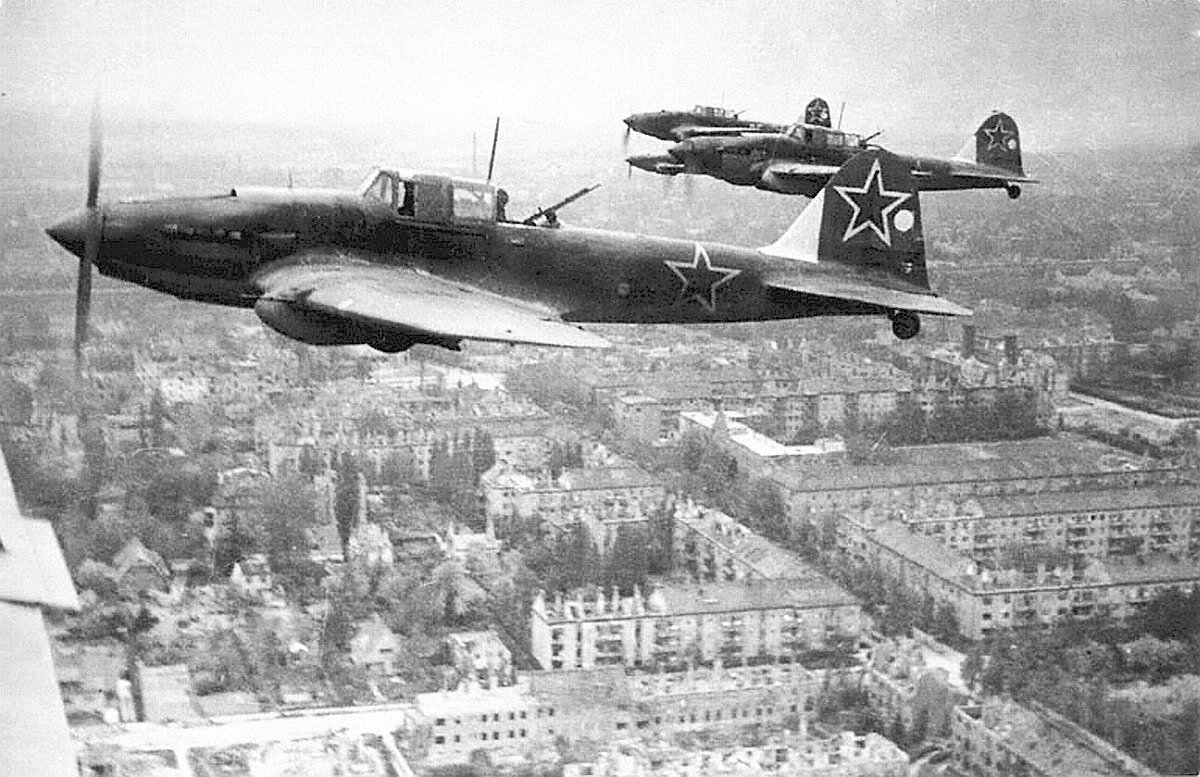
Звено Ил-2 м над Берлином в 1945 году

Воинам дивизии объявлены благодарности Верховного Главнокомандующего:
- За отличие в боях при овладении штурмом крупным промышленным центром Польши городом Радом — важным узлом коммуникаций и сильным опорным пунктом обороны немцев[12].
- За отличие в боях при овладении городами Лодзь, Кутно, Томашув (Томашов), Гостынин и Ленчица[13].
- За отличие в боях при овладении городом Калиш — важным узлом коммуникаций и сильным опорным пунктом обороны немцев на бреславском направлении[14].
- За отличие в боях при овладении городами Бервальде, Темпельбург, Фалькенбург, Драмбург, Вангерин, Лабес, Фрайенвальде, Шифельбайн, Регенвальде и Керлин — важными узлами коммуникаций и сильными опорными пунктами обороны немцев в Померании[15].
- За отличие в боях при овладении городом и крепостью Кистжинь (Кюстрин) — важным узлом путей сообщения и мощным опорным пунктом обороны немцев на реке Одер, прикрывающим подступы к Берлину[16].

## Отличившиеся воины дивизии
- Попов Николай Исаакович, капитан, командир эскадрильи 724-го штурмового авиационного полка 300-й штурмовой авиационной дивизии 9-го штурмового авиационного корпуса 16-й воздушной армии Указом Президиума Верховного Совета СССР от 15 мая 1946 года удостоен звания Герой Советского Союза. Золотая Звезда № 7058.

## Базирование
| Период            | Место базирования        |
| ----------------- | ------------------------ |
| 12.1942 — 11.1943 | Сталинабад (Таджикистан) |
| 11.1943 — 1944    | Тула                     |
| 04.1945 — 05.1945 | Вассмансдоф, Германия    |
| 05.1945 — 04.1946 | Котбус, Германия         |
| 04.1946 — 04.1948 | Марнеули, Грузия         |